# Antoine François Eugène Merlin
Antoine François Eugène Merlin (Douai, 27 de diciembre de 1778-31 de agosto de 1854) fue un destacado general francés de las guerras napoleónicas.
Tras participar en las campañas de Austria en 1805, de Prusia en 1806 y de Polonia en 1807, se incorporó al ejército de Portugal, para después participar en la batalla de los Arapiles (1812).
Más tarde participaría en la batalla de Leipzig (1813).